# ニーメタール
ニーメタール (ドイツ語: Niemetal) は、ドイツ連邦共和国ニーダーザクセン州ゲッティンゲン郡に属す町村（以下、本項では便宜上「町」と記述する）で、ドランスフェルト市を首邑とするザムトゲマインデ・ドランスフェルトを構成する町村の一つである。

## 地理

### 位置
ニーメタールはドランスフェルトの西に位置する。西のブラムヴァルトと東のドランスフェルトの市の森との間にあたる。すべての集落、すなわちファーローゼン、インプゼン、レーヴェンハーゲン、エラースハウゼンの各地区をニーメ川（ヴェーザー川の支流）が流れている。ニーメタールはミュンデン自然公園に囲まれている。

### 自治体の構成
自治体としてのニーメタールは以下の4つの地区からなる。
- エラースハウゼン
- インプゼン
- レーヴェンハーゲン
- ファーローゼン

## 宗教
ニーメタールは、プロテスタント＝ルター派のニーメタール＝ビューレン聖ミヒャエリス教会組織の本部所在地である。この組織は、2011年1月1日にニーメタールの聖ミヒャエリス教会とビューレンのプロテスタント＝ルター派教会から形成された。

## 行政

### 首長
フランク・ベーテは、2021年11月に名誉職の町長に選出された。

## 経済と社会資本

### 交通
ニーメタールは様々な州道で、ハン・ミュンデンからゲッティンゲンに至る連邦道 B3号線に接続する。

## 引用
1. ↑  Landesamt für Statistik Niedersachsen, LSN-Online Regionaldatenbank, Tabelle A100001G: Fortschreibung des Bevölkerungsstandes, Stand 31. Dezember 2023
2. ↑  Kirchliches Amtsblatt für die Evangelisch-lutherische Landeskirche Hannovers 2/2011, pp. 99 - .
3. ↑  “Frank Bete ist neuer Bürgermeister der Gemeinde Niemetal”. HNA. (2021年12月8日) 2022年7月29日閲覧。